# Ollans
Ollans ist eine französische Gemeinde mit 40 Einwohnern (Stand: 1. Januar 2022) im Département Doubs in der Region Bourgogne-Franche-Comté.

## Geographie
Ollans liegt auf 243 m, zwölf Kilometer nordwestlich von Baume-les-Dames und etwa 26 Kilometer nordöstlich der Stadt Besançon (Luftlinie). Das Dorf erstreckt sich am Rand der Talniederung des Ognon, in der leicht gewellten Landschaft im äußersten Nordwesten des Département Doubs.
Die Fläche des 2,31 km² großen Gemeindegebiets umfasst einen Abschnitt des Ognon-Tals. Die westliche und nördliche Grenze verläuft entlang dem Ognon, der hier mit großen Flussschleifen durch eine flache Talniederung fließt, die rund einen Kilometer breit ist. Vom Flusslauf erstreckt sich das Gemeindeareal nach Osten über die breite Talaue in eine leicht gewellte Landschaft, die teils mit Acker- und Wiesenland, teils auch mit Wald bestanden ist (Bois de la Garenne). Mit 297 m wird auf einer Anhöhe östlich des Dorfes die höchste Erhebung von Ollans erreicht.
Nachbargemeinden von Ollans sind Maussans im Norden, Avilley im Osten, Cendrey im Süden sowie Larians-et-Munans im Westen.

## Geschichte
Erstmals urkundlich erwähnt wird Ollans im Jahr 1218 unter dem Namen Oslans. Aus der nachfolgenden Zeit sind die Schreibweisen über Osllans (1239), Oyllans (1243) und Olans (1421) überliefert. Seit seiner ersten Nennung gehörte Ollans zum Güterbesitz des Klosters Saint-Vincent in Besançon. Es bildete unter dieser Oberhoheit eine eigene kleine Herrschaft. Zusammen mit der Franche-Comté gelangte das Dorf mit dem Frieden von Nimwegen 1678 definitiv an Frankreich. Heute gehört Ollans zum Gemeindeverband Doubs Baumois.

## Sehenswürdigkeiten

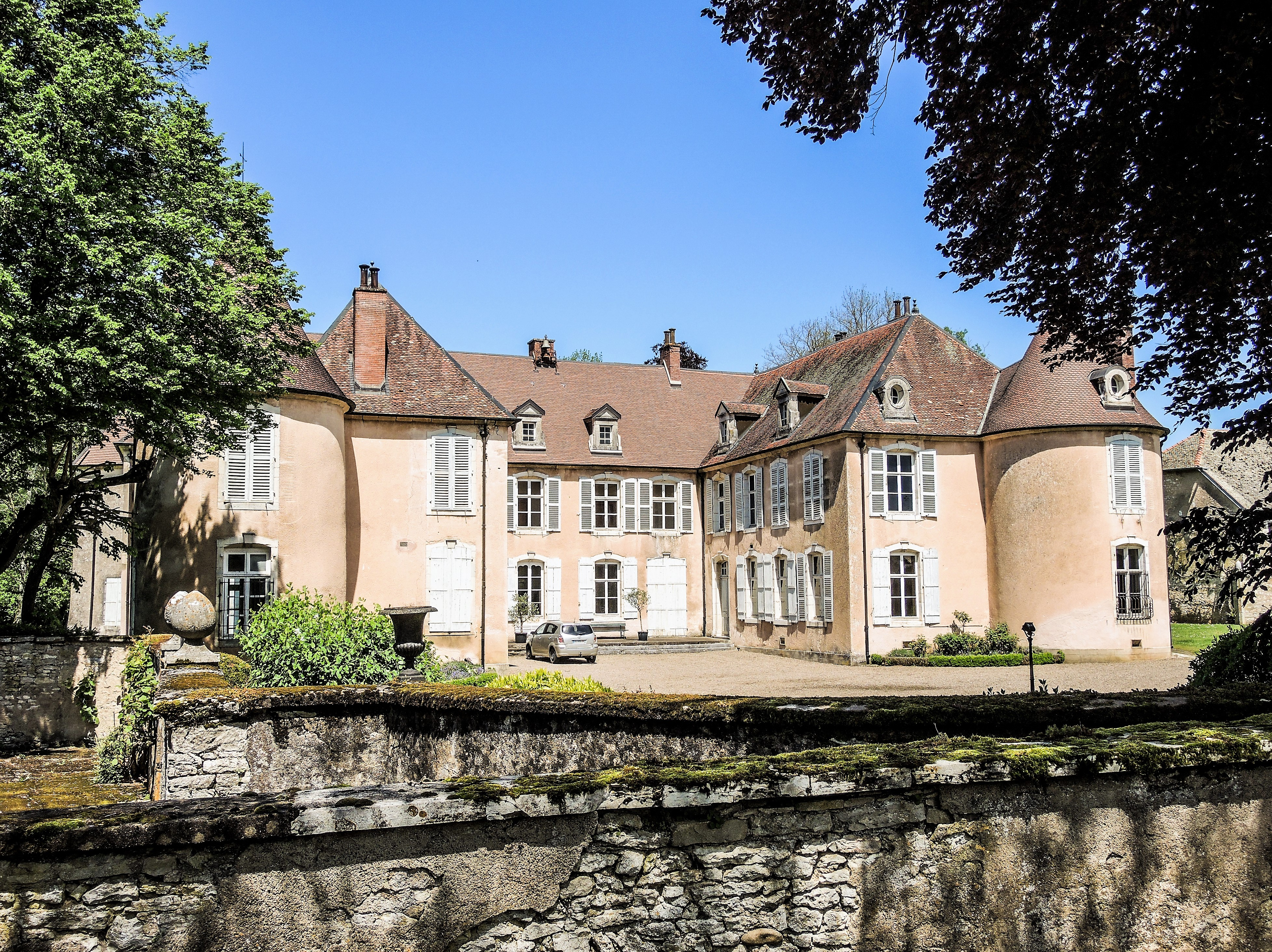
Schloss Ollans

Am Ufer des Ognon steht das Schloss, das im 18. Jahrhundert an der Stelle eines früheren Herrschaftssitzes erbaut wurde.

## Bevölkerung
| Jahr                       | 1962 | 1968 | 1975 | 1982 | 1990 | 1999 | 2016 |
| Einwohner                  | 51   | 45   | 55   | 52   | 53   | 54   | 38   |
| Quellen: Cassini und INSEE |      |      |      |      |      |      |      |

Mit 40 Einwohnern (1. Januar 2022) gehört Ollans zu den kleinsten Gemeinden des Départements Doubs. Nachdem die Einwohnerzahl in der ersten Hälfte des 20. Jahrhunderts deutlich abgenommen hatte (1911 wurden noch 114 Personen gezählt), wurden seit Beginn der 1960er Jahre nur noch geringe Schwankungen verzeichnet.

## Wirtschaft und Infrastruktur
Ollans war bis weit ins 20. Jahrhundert hinein ein vorwiegend durch die Landwirtschaft (Ackerbau, Obstbau und Viehzucht) geprägtes Dorf. Noch heute leben die Bewohner zur Hauptsache von der Tätigkeit im ersten Sektor. Außerhalb des primären Sektors gibt es nur wenige Arbeitsplätze im Dorf. Einige Erwerbstätige sind auch Wegpendler, die in den umliegenden größeren Ortschaften ihrer Arbeit nachgehen.
Die Ortschaft liegt abseits der größeren Durchgangsstraßen an einer Departementsstraße, die von Besançon nach Rougemont führt. Der nächste Anschluss an die Autobahn A36 befindet sich in einer Entfernung von ungefähr 16 Kilometern. Eine weitere Straßenverbindung besteht mit Larians, das in Sichtweite am anderen Ufer des Ognon liegt.